# Normes ortogràfiques
Les Normes ortogràfiques són un conjunt de 24 regles promulgades per l'Institut d'Estudis Catalans a data del 24 de gener del 1913, amb les quals hom intentà regularitzar el sistema ortogràfic del català. Van néixer de la necessitat de modernitzar, depurar i normativitzar la llengua literària i escrita. Aquestes normes van marcar les regles del català modern, que s'equiparava així a les altres llengües europees i el feien apte per al conreu de tots els gèneres literaris i per a tots els àmbits de la comunicació: premsa, ciència, administració, educació, legislació i comerç.
Per a l'establiment d'aquestes normes ortogràfiques l'Institut constituí una comissió formada per membres de totes les seves seccions: Antoni Maria Alcover, Josep Carner i Ribalta, Frederic Clascar, Pompeu Fabra, Lluís Segalà i Estalella, Jaume Massó i Torrents, Miquel dels Sants Oliver, Antoni Rubió i Lluch, Pere Coromines i Montanya i Eugeni d'Ors. Pompeu Fabra va ser l'encarregat de preparar un qüestionari que va ser estudiat, discutit i votat pels membres de la comissió. L'Institut, amb les normes, va dotar la llengua catalana d'un instrument bàsic i imprescindible per poder emprendre els treballs de codificació següents sobre la gramàtica (1918) i el diccionari (1932).

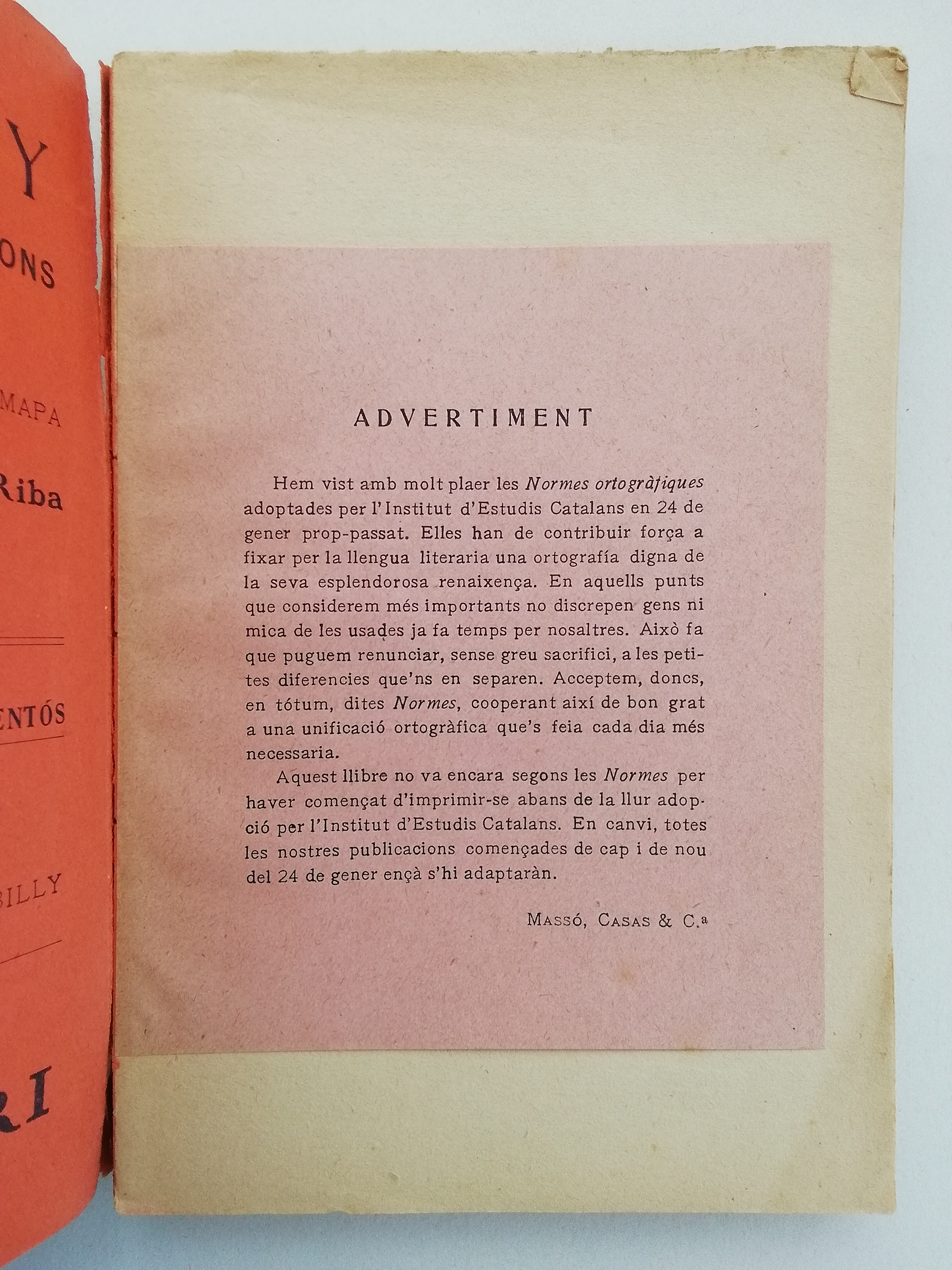
Pàgina zero, nota d'advertiment d'una de les primeres editorials que van acceptar i cooperar amb les Normes ortogràfiques. Concretament l'editorial Tipografia de L'Avenç, al llibre n.132 Atlàntiques d'Ignasi Ribera i Rovira dins la col·lecció Biblioteca Popular de L'Avenç, de l'any 1913

Les normes foren adoptades tot seguit per la premsa diària, per diverses revistes i per la majoria d'escriptors. La normativització va facilitar que el català s'ensenyés a l'escola i a la universitat. Enric Prat de la Riba va fer una crida a la unitat i a la disciplina dels catalans en aquest afer i, en conseqüència, les corporacions locals van adoptar la nova ortografia. El paper del món cultural i polític va ser clau per a l'èxit de les Normes, la unitat de la llengua i, en definitiva, per a la seva recuperació.
Malgrat aquest acolliment popular i oficial, les normes foren combatudes en un principi per un nombre no pas reduït de personalitats. Entre els antinormistes cal destacar literats i estudiosos com Francesc Carreras i Candi, Jaume Collell i Bancells, Josep Franquesa i Gomis, Francesc Matheu i Fornells, Apel·les Mestres, Ramon Miquel i Planas, Ernest Moliné i Brasés, entre d'altres, que el 1915 crearen una Acadèmia de la Llengua Catalana, la qual redactà unes Regles ortogràfiques, publicades el 1916, que no prosperaren.